# Szuha, Nógrád
Szuha (în slovacă Suchá) este un sat în districtul Bátonyterenye, județul Nógrád, Ungaria, având o populație de 619 locuitori (2011).

## Demografie
Componența etnică a satului Szuha
     Maghiari (90,83%)
     Slovaci (9,17%)
Componența confesională a satului Szuha
     Fără religie (5,33%)
     Necunoscută (94,67%)
Conform recensământului din 2011, satul Szuha avea 619 locuitori. Din punct de vedere etnic, majoritatea locuitorilor (90,83%) erau maghiari, cu o minoritate de slovaci (9,17%). Nu există o religie majoritară, locuitorii fiind  și persoane fără religie (5,33%). Pentru 94,67% din locuitori nu este cunoscută apartenența confesională.